# Mkdir

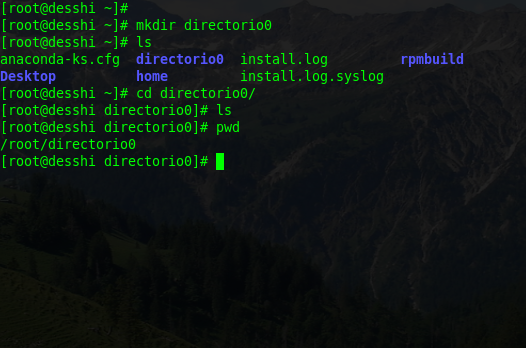

mkdir è un comando dei sistemi operativi Unix e Unix-like, e più in generale dei sistemi POSIX, che crea una o più directory.
mkdir è anche il nome di una chiamata di sistema definita dallo standard POSIX che appunto permette di creare directory. Di fatto il comando mkdir opera invocando l'omonima chiamata di sistema.

## Sintassi
La sintassi generale di mkdir è la seguente:
```
mkdir [
opzioni
] [--] 
dir1
 [
dir2
 …]
```

I parametri dir indicano i nomi delle directory da creare come pathname assoluti e/o relativi. Esse sono create nello stesso ordine in cui sono specificate.
Il doppio trattino -- (facoltativo) indica che i parametri successivi non sono da considerarsi opzioni.

## Opzioni
Tra le opzioni principali vi sono:
-m modalitàSpecifica i permessi d'accesso da attribuire alle directory create, con la stessa notazione (simbolica od ottale) usata per il comando chmod.
-pCrea anche eventuali directory intermedie esplicitate nei parametri dir. Ad esempio, specificando l'opzione -p e alice/bruno/carla come directory da creare, saranno create anche le directory intermedie alice e alice/bruno se esse non esistono già.

## Esempi
Crea una directory chiamata /tmp/prova:
```
$ 
mkdir /tmp/prova
```

Crea le directory prova1 e prova2 nella directory corrente assegnando loro nel contempo dei permessi:
```
$ 
mkdir -m u=rwx,g=rx,o= prova1 prova2
```

Crea una directory chiamata /tmp/prova/uno/due/tre/quattro ed anche tutte le directory intermedie se esse non esistono già:
```
 $ 
mkdir -p /tmp/prova/uno/due/tre/quattro
```

## La chiamata di sistema mkdir
La chiamata di sistema mkdir è dichiarata nello header file sys/stat.h:
```
#include
 
<sys/stat.h>

int
 
mkdir
(
const
 
char
 
*
path
,
 
mode_t
 
mode
);

```

Il tipo mode_t è un tipo opaco (solitamente un tipo numerico intero) che rappresenta dei permessi d'accesso.
Il parametro path indica il pathname della directory da creare.
Il parametro mode indica i permessi da attribuire alla directory.

### Valore di ritorno
Il valore di ritorno è 0 se non vi sono stati errori. Altrimenti è -1, e la variabile errno indica lo specifico errore.